# Hazard (песма)
"Hazard" је песма Ричарда Маркса из 1991. године. Ово је једна од најпопуларнијих поп песама деведесетих, а достигла је девето место на Billboard Hot 100 топ-листи, као и прво место на америчкој адолт-контемпорери листи. У Аустралији је била на првом месту листе најпродаванијих синглова, а у Уједињеном Краљевству на трећем.